# Bắc Á
Bắc Á là một tiểu khu vực ở châu Á bao gồm phần châu Á của Nga (đôi khi còn được gọi là Nga thuộc châu Á). Thuật ngữ này không được phổ biến. Đôi khi, Bắc Á được sử dụng để chỉ những phần của Đông Á trong khi phần châu Á của Nga được ghép với Đông Âu.
Phillips Illustrated Atlas of the World 1988 định nghĩa Bắc Á là khu vực thuộc phần lớn lãnh thổ của Liên bang Xô Viết cũ, những phần thuộc phía đông dãy núi Ural.
Tuy có diện tích lên tới 13.100.000 km². Nhưng dân số ở đây chỉ khoảng 40.000.000 người.Các thành phố lớn bao gồm:
- Irkutsk
- Krasnoyarsk
- Novosibirsk
- Omsk
- Tomsk

## Nhân khẩu
Hầu hết các ước tính cho là có khoảng 38 triệu người Nga sống ở phía đông dãy núi Ural, ranh giới giữa châu Âu và châu Á. Người Siberia bản địa bây giờ là một dân tộc thiểu số ở Siberia / Bắc Á do quá trình Nga hóa trong ba thế kỷ qua. Các báo cáo tổng điều tra của Nga cho thấy họ chỉ chiếm khoảng 10% dân số trong khu vực với số lượng là 445,175 người, khiến họ trở thành nhóm dân tộc thiểu số lớn nhất ở Siberia. Có 443,852 người Yakuts (Tổng điều tra Dân số Nga năm 2002) sống ở Siberia. Theo cuộc điều tra dân số năm 2002, có 500.000 người Tatar sống ở Siberia, nhưng 300.000 trong số họ là những người Thổ Gia Volga định cư ở Siberia trong thời kỳ thuộc địa. Các nhóm dân tộc khác sống trong khu vực và chiếm một phần đáng kể là người Đức gốc Mông Cổ và khoảng 400.000 người.
Năm 1875, Chambers báo cáo dân số của Bắc Á là 8 triệu người. Trong khoảng 1801-1914, khoảng 7 triệu người định cư chuyển từ Nga sang Siberi, 85% trong suốt phần tư thế kỷ trước Thế chiến thứ nhất.

## Địa lý
Vì lý do địa lý và thống kê, Liên hợp quốc đặt tất cả Nga vào châu Âu hoặc vùng Đông Âu.
Không có dãy núi ở Bắc Á để ngăn chặn dòng không khí từ Bắc Cực chảy xuống như ở đồng bằng của Siberia và Turkestan.
Các cao nguyên và đồng bằng Bắc Á bao gồm các vùng đất thấp Siberia Tây, các lá chắn Angara, với bán đảo Taymyr, những vùng đất thấp ven biển, cao nguyên Putorana, các cao nguyên Anabar, các cao nguyên Tunguska, và cao nguyên Angara; và lưu vực sông Lena-Vilyuy.

## Địa chất
Địa mạo của châu Á nhìn chung chưa được biết đến, mặc dù các mỏ và dãy núi rất nổi tiếng.
Để bù đắp cho mực nước biển mới đã được tạo ra ở lưu vực Siberia, toàn bộ lục địa Á - Âu đã xoay quanh một điểm tại Quần đảo Mới Siberi, gây áp lực ở các ngọn núi Verkhoyansk, được hình thành dọc theo lề phía đông của Angara kiến tạo nâng cao trong kỷ nguyên Mesozoi. Có một ranh giới phía nam của khu vực này qua biên giới phía bắc của nếp Alpine ở Afghanistan, Ấn Độ, Nepalvà Bhutan, phía đông Brahmaputra quay về phía nam theo Vịnh Bengal dọc theo đường đồi Nagavà Arakan Yoma, tiếp tục vòng quanh Indonesia, đi theo rìa thềm lục địa dọc theo bờ biển phía đông của Trung Quốc. Các tấm Á-Âu và tấm Bắc Mỹ trải qua Alaska, theo đường rãnh Aleutian, chứ không phải gặp ở Eo biển Bering.
Bắc Á được tạo ra xung quanh Angara, nằm giữa sông Yenisey và sông Lena. Nó phát triển từ các mảng của Laurasia, đất đá chủ yếu là đá tinh thể Precambrian, gneisses, và đá phiến, và Gondwana. Những tảng đá này có thể được tìm thấy ở Angara, Mông Cổ, Ordes và Đông Nam Á. Các mảnh vỡ đã chịu orogenesis xung quanh lề của họ, đưa ra một phức tạp của cao nguyên và các dãy núi.
Có ba giai đoạn chính của việc kiến tạo nên các ngọn núi ở Bắc Á, mặc dù nó đã xảy ra nhiều lần. Núi gấp nếp bên ngoài chỉ ảnh hưởng đến châu Á ở phía bắc của dãy Himalaya, được cho là do các thiên văn của Caledonian và Hercynian của Kỷ nguyên Palaeozoic cuối. Núi Alpine đã gây ra sự sụp đổ và đứt gãy lớn của các trầm tích Mesozoi và Tertiary sớm từ Tethys geosyncline. Cao nguyên Tây Tạng và Mông Cổ, và các lưu vực cấu trúc của bồn địa Tarim, Qaidam và Junggar, được giới hạn bởi các đứt gãy chủ yếu ở phía đông-tây có lẽ là kết quả của những áp lực do ảnh hưởng của tấm mảng Ấn Độ chống lại Laurasia. Sự xói mòn của các ngọn núi do khí hậu này gây ra đã tạo ra một lượng lớn trầm tích đã được vận chuyển về phía Nam để sản xuất đồng bằng phù sa ở Ấn Độ, Trung Quốc và Campuchia và cũng đã được lưu giữ với số lượng lớn ở các bồn địa Tarim và Dzungarian.